# Итало Балбо
Итало Балбо (на италиански: Italo Balbo) е италиански водач на Черните ризи, който служи като маршал на военновъздушните сили на страната, генерал-губернатор на Италианска Либия и наследник на Бенито Мусолини.
След като служи през Първата световна война, Балбо става сред водещите фашистки организатори в родния си град Ферара. Той е един от главните архитекти на Похода към Рим, който издига фашистите и Мусолини на власт през 1922 г. През 1926 г. той се натоварва със задачата да създаде Италианските кралски въздушни сили и поема водеща роля в популяризирането на авиацията в Италия. През 1933 г., вероятно с цел да се облекчи напрежението около него в Италия, на него е възложено управлението на Италианска Либия, където той прекарва останалата част от живота си. Балбо, който е противник на антисемитизма, е единственият високопоставен фашист, който се противопоставя на съюзяването на Мусолини с Нацистка Германия. Рано във Втората световна война той е убит по погрешка от приятелски огън, когато самолетът му е свален над Тобрук от италиански зенитни оръдия, които го идентифицират погрешно.

## Ранен живот
Балбо е роден на 6 юни 1896 г. във Ферара, Кралство Италия. Той е много политически деен още от ранна възраст. на 14 години той се опитва да се присъедини към бунт в Албания под лидерството на Ричоти Гарибалди, сина на Джузепе Гарибалди.
С избухването на Първата световна война и обявеният неутралитет на Италия, Балбо подкрепя влизането на кралството във войната на страната на Съюзниците. Участва в няколко митинга, подкрепящи войната. Когато Италия влиза във войната през 1915 г., Балбо се включва в редиците на армията, служейки в планински батальон. На 16 октомври 1917 г. доброволства за летателна подготовка. Няколко дни по-късно австро-унгарските и германските войски пробиват италианския фронт след битката при Капорето, а Балбо се завръща на фронта, вече назначен за командир на щурмов взвод. Към края на войната Балбо е награден с един бронзов и два сребърни медала за военна доблест и е произведен в чин капитан.
След войната Балбо завършва обучението си, което е започнал във Флоренция през 1914 г. Получава диплома по право и диплома по социални науки. Дипломната му работа е на тема „Икономическата и социалната мисъл на Джузепе Мацини“. Балбо е републиканец, но мрази социалистите и профсъюзите и кооперациите, свързани с тях. След това Балбо се завръща в родния си град, където започва работа като банков чиновник.

## Водач на Черните ризи
През 1921 г. Балбо се присъединява към новосъздадената Национална фашистка партия и скоро след това става секретар на фашистката организация във Ферара. Започва да организира фашистки групировки, като една от тях нарича „Челибано“, по името на любимото си питие. Те потушават бунтове за местните земевладелци и нападат комунисти и социалисти в Портомаджоре, Равена, Модена и Болоня. Групата му дори веднъж нахлува в замъка Естенсе във Ферара.
Той бързо се издига сред редиците на фашистката йерархия и през 1922 г., само на 26 години, той вече е най-младият архитект на Похода към Рим. С него са още Микеле Бианки (39 г.), Чезаре Мария де Веки (38 г.) и Емилио Де Боно (56 г.). Самият Бенито Мусолини (39 г.) не участва в рисковата операция, която в крайна сметка установява фашистката власт в Италия.
През 1923 г. Балбо става един от учредителите на Големия фашистки съвет. През същата година е обвинен за убийството на антифашисткия енорийски свещеник Джовани Минцони в Арджента. През 1924 г. бяга в Рим и става ръководител на фашистката милиция и подсекретар за националната икономика на следващата година.

## Летец
На 6 ноември 1926 г., макар да има малко опит в авиацията, Балбо е назначен за Държавен секретар на въздушните работи. Преминава много бърз курс по летене и започва да изгражда италианските ВВС. На 19 август 1928 г. той става генерал на ВВС, а на 12 септември 1929 г. е назначен за министър на ВВС. По това време в Италия се наблюдава завишен интерес към авиацията. Много италиански пилоти извършват трансконтинентални пътешествия, а самият Балбо води трансатлантически полети. Първият такъв той провежда през 1930 г. с 12 хидроплана с плаващ корпус Savoia-Marchetti S.55, които прелетяват разстоянието от Орбетело до Рио де Жанейро в периода от 17 декември 1930 г. до 17 януари 1931 г.
От 1 юли до 12 август 1933 г. 24 хидроплана с плаващ корпус прелитат от Рим до Световното изложение в Чикаго. За да отбележи това постижение, Мусолини дарява колона от Остия Антика на Чикаго, която е наречена „Паметник на Балбо“. Тя е запазена и до днес. Чикаго дори преименува една от улиците си в чест на Балбо и организира голям парад в негова чест.
По време на престоя на Балбо в САЩ, президентът Франклин Рузвелт го кани на обяд и го награждава с Кръст за летателни заслуги. Балбо е особено добре посрещнат от италианските американци в Чикаго и Ню Йорк. Пред аплодираща тълпа на Медисън Скуеър Гардън той заявява: „Гордейте се, че сте италианци. Мусолини сложи край на ерата на униженията.“. Възниква терминът „Балбо“, с който се описва голяма формация от самолети.
Когато се завръща в Италия, Балбо е повишен на новоучредения чин маршал на ВВС.

## Губернатор на Либия
На 7 ноември 1933 г. Балбо е назначен за генерал-губернатор на Италианска Либия, по това време италианска колония. Мусилини гледа на цветущия маршал като на кондотиер на италианската амбиция на новите италиански хоризонти в Африка. Задачата на Балбо е да отстоява италианските права в неопределените зони до Чад и Англо-египетски Судан. Балбо вече летял до планината Тибести. Осигурявайки си тези територии, Италия би била в позиция да изисква още отстъпки в Африка от Франция и Великобритания. Мусолини дори е хвърлил око на бившата германска колония Камерун. Той си представя териториален коридор, свързващ Либия и Камерун. Това би дало на Италия пристанище на брега на Атлантическия океан. Крайна негова цел е контролът над Суецкия канал и Гибралтар.
До 1 януари 1934 г. италианските колонии Триполитания, Киренайка и Фезан са слети в едно, образувайки новата либийска колония, където е прехвърлен Балбо. От една страна, това се дължи на факта, че Балбо е пролял прекалено много кръв в партията, вероятно от завист или индивидуализъм. Назначаването му като генерал-губернатор в Либия е де факто изпращането му в изгнание от политиката в Рим, където Мусолини вече го счита за заплаха, както заради славата му, така и заради близките му отношения с вероятно антифашисткия крал Умберто II. Съществуват сведения, че на италианските вестници е забранено да споменават името на Балбо повече от веднъж месечно. Като губернатор, Балбо нарежда евреите, които затварят магазините и предприятията си за шабата, да бъдат бичувани.
Балбо нарежда строителството на Мраморната арка на границата между Триполитания и Киренайка. Тя е официално открита на 16 март 1937 г., но е взривена през 1973 г. от Муамар Кадафи, който я смята за символ на италианското господство в страната си.

### Абисинска криза
През 1935 г., с влошаването на Абисинската криза, Балбо започва да подготвя планове за нападение срещу Египет и Англо-египетски Судан. Докато Мусолини се приготвя да нападне Етиопия, отношенията между Италия и Великобритания се обтягат. Опасявайки се от действията на Мусолини, Великобритания подсилва флота си в Средиземноморието и военното си присъствие в Египет. Балбо смята, че ако Великобритания реши да затвори Суецкия канал, италианските кораби нямат да могат да достигат Италианска Еритрея и Италианска Сомалия. Мислейки, че планираното нападение в Абисиния (Етиопия) ще бъде осуетено, Балбо поисква подкрепление в Либия. Той изчислява, че това негово деяние ще го направи национален герой и ще го изпрати обратно в центъра на политическия живот. 7-а дивизия на Черните ризи и 700 самолета веднага са изпратени от Италия в Либия. Възможно е Балбо да е получил разузнаване относно изпълнимостта на нахлуване в Египет и Судан от известния пустинен изследовател Ласло Алмаши.
Към 1 септември 1935 г. Балбо тайно е разположил италиански войски по границата с Египет. По това време британското разузнаване относно случващото се в Либия е ужасно неадекватно. В крайна сметка, обаче, Мусолини отхвърля амбициозния план на Балбо за нападение на Египет и Судан, а Лондон научава за войските в Либия от Рим.

### Мюнхенска криза
Англо-италианското споразумение от април 1938 г. довежда до временно спиране на напрежението между Великобритания и Италия. За Балбо споразумението означава незабавна загуба на 10 000 италиански войници. Все пак, към момента на подписване на Мюнхенското споразумение през септември, Балбо вече е получил обратно войските си. По това време италианските самолети извършват чести полети над Египет и Судан, като пилотите им се запознават с пътищата и летищата. През 1938 – 1939 г. Балбо лично прави няколко полета над Судан до Италианска Източна Африка. Той дори лети по границата между Италианска Източна Африка и Британска Източна Африка (днес Кения). През януари 1939 г., по време на един от своите полети е придружаван от германския генерал-полковник Ернст Удет.
Появяват се ясни знаци на германска военна и дипломатическа подкрепа за италианците. Освен посещението на Удет в Африка, германска военна мисия е изпратена в Бенгази, а германски пилоти провеждат навигационни обучителни полети.
Балбо започва проекти на пътно строителство. Най-яркият примет е Виа Балбиа – успореден път на средиземноморския бряг. Така той цели да привлече италиански имигранти към Либия. Полага усилия и да привлече мюсюлмани към фашистката кауза. През 1938 г. Балбо е единственият член на фашисткия режим, който силно опонира на новите закони срещу евреите – „Расовата харта“.
През 1939 г., след германското нахлуване в Полша, Балбо посещава Рим, за да изрази недоволството си относно подкрепата на Мусолини за германския диктатор Адолф Хитлер. Балбо е единственият високопоставен фашист, който публично критикува в това отношение външната политика на Дучето. Той твърди, че Италия трябва да страни с Великобритания, но не получава особена подкрепа.

### Втора световна война
Когато Италия обявява война на 10 юни 1940 г., Балбо е генерал-губернатор на Либия и главнокомандващ на въоръжените сили в Италианска Северна Африка (на италиански: Africa Settentrionale Italiana). Той е натоварен със задачата да планира нахлуване в Египет. Капитулацията на Франция позволява на Балбо да мобилизира голяма част от хората и ресурсите си от 5-а армия на тунизийската граница към 10-а армия при египетската граница. Макар да споделя много основателни опасения с Мусолини и маршал Пиетро Бадолио (началник-щаба в Рим), Балбо все още планира да нахлуе в Египет към средата на юли 1940 г.

## Смърт
На 28 юни 1940 г. балбо се вози на борда на Savoia-Marchetti SM.79, който лети към либийското летище Тобрук, малко след като то е било нападнато от британски самолети. Италианските противовъздушни батареи, защитаващи летището идентифицират погрешно самолета като британски изтребител и откриват огън по него, докато той се приземява. Самолетът е свален, а всички на борда му загиват.
Според очевидци, италианският крайцер „Сан Джорджо“, служещ като плаваща зенитна артилерия, открива огън по самолета на Балбо, а противовъздушната отбрана на летището последва примера му. Не е ясно кой сваля самолета.
Впоследствие се появяват слухове, че Балбо е бил убит по нареждане на Мусолини, но после те са категорично развенчани.
Когато научава за смъртта на Балбо, главнокомандващият на британските ВВС в Близкия Изток, Артът Лонгмор, споделя съболезнованията си от името на британските сили.
Балбо е погребан в покрайнините на Триполи на 4 юли 1940 г. През 1970 г. тялото му е занесено в Италия и погребано в Орбетело от семейството на Балбо, след като Муамар Кадафи заплашва да премахне италианските гробища на Триполи.